# Демброво
Демброво (бел. Дэмбрава) — агрогородок в Щучинском районе Гродненской области Беларуси. Административный центр Дембровского сельсовета. Население 678 человек (2010).

## География

### Гидрография
На реке Спушанка.

## История

### Великое Княжество Литовское
Впервые Демброво упоминается в XVI веке. как шляхтецкое имение в Лидском повете Виленского воеводства, до 1531 года принадлежало великому писарю литовскому Сидору Копец.
В XVII в. получил статус местечко, в котором Михал и Кристина Рынвиды основали миссию иезуитов (подчинялась Гродненскому иезуитскому коллегиуму), имелся костёл и приход. Король Ян Казимир Ваза передал миссии фольварк Аплейки. Дембровские монахи занимались ростовщичеством.

### В составе Российской империи
В результате третьего раздела Речи Посполитой (1795 года) Демброво вошёл в состав Российской империи, в Лидский уезд Виленской губернии. В 1804 году в местечке была школа.
В 1863 году имение Демброво состояло из одноимённого местечка и деревень Остров, Завалка, Писклюки, Новоселки; 212 мужских душ. В 1866 г. здесь был местечко (19 дворов) и одноименная усадьба (1 двор). В 1886 году в местечке было 9 дворов, волостная управа, 2 церкви, школа, магазины, питейный дом. В 1905 году здесь была одноименное село (179 десятин земли), усадьба и мельница, владения князей Сапегов (239 десятин земли), лесная сторожка, также собственность Сапегов.
Во время Первой мировой войны местечко было оккупировано немецкими войсками.

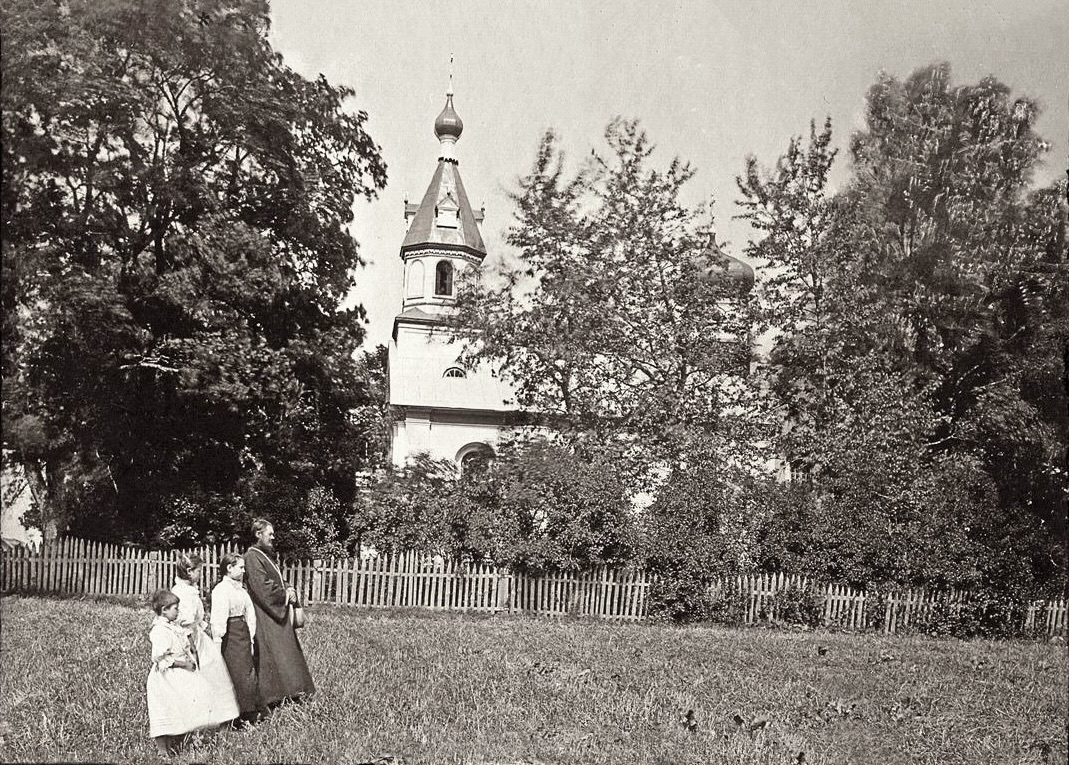
Костёл после перестройки в церковь

### Новейшее время
25 марта 1918 года согласно Третьей уставной грамоты Демброво было объявлено в составе Белорусской Народной Республики. 1 января 1919 года в соответствии с постановлением I съезда КП(б) Беларуси вошло в состав Белорусской ССР.
По Рижскому мирному договору (1921) Демброво вошла в состав межвоенной Польской Республики, где стала центром гмины Лидского повета Новогрудского воеводства. В то время здесь было одноимённое местечко (37 дворов) и фольварк.
В 1939 году Демброво вошло в состав БССР, где 12 октября 1940 года стало центром сельсовета Щучинского района. Статус поселения был понижен до села. В 1940 году насчитывалось 51 дворов, неполная средняя школа, водяная мельница, фельдшерско-акушерский пункт, телефон; ферма насчитывала 6 домов. В 1964 году в Демброво было 81 дворов, средняя школа, магазин, кафе, почта, больница и ферма, в 1997 году — 204 дворов, а на 1 января 2001 года — 195 дворов.
В 2010 году деревня Демброво преобразована в агрогородок.

## Население
- XIX век : 1862 г. — 107 чел.; 1866 г. — 151 человек. в местечке Демброво и 62 человека. в фольварке Демброво[4] ; 1886 г. — 116 чел.
- XX век : 1905 г. — 16 чел. в селе Демброво, 50 чел. в имении Демброво и 5 чел. в лесной сторожке; 1921 г. — 199 человек. в местечке Демброво и 46 человек. в фольварке Демброво ; 1964 г. — 338 человек; 1997 г. — 612 человек[5].
- XXI век : 1 января 2001 года — 605 человек. 2010 г. — 571 чел.

## Инфраструктура
В Демброво работает средняя школа, детский сад, больница, почта.

## Достопримечательности
- Костёл Пресвятой Троицы (XVIII век, кирпичный).
- Иоанно-Богословская церковь (XIX век, деревянная)
- Дворец и фрагменты парка бывшей усадьбы (XIX в.)
- Постоялый двор (XIX век)

### Утраченное наследие
- Фольварк

## Галерея

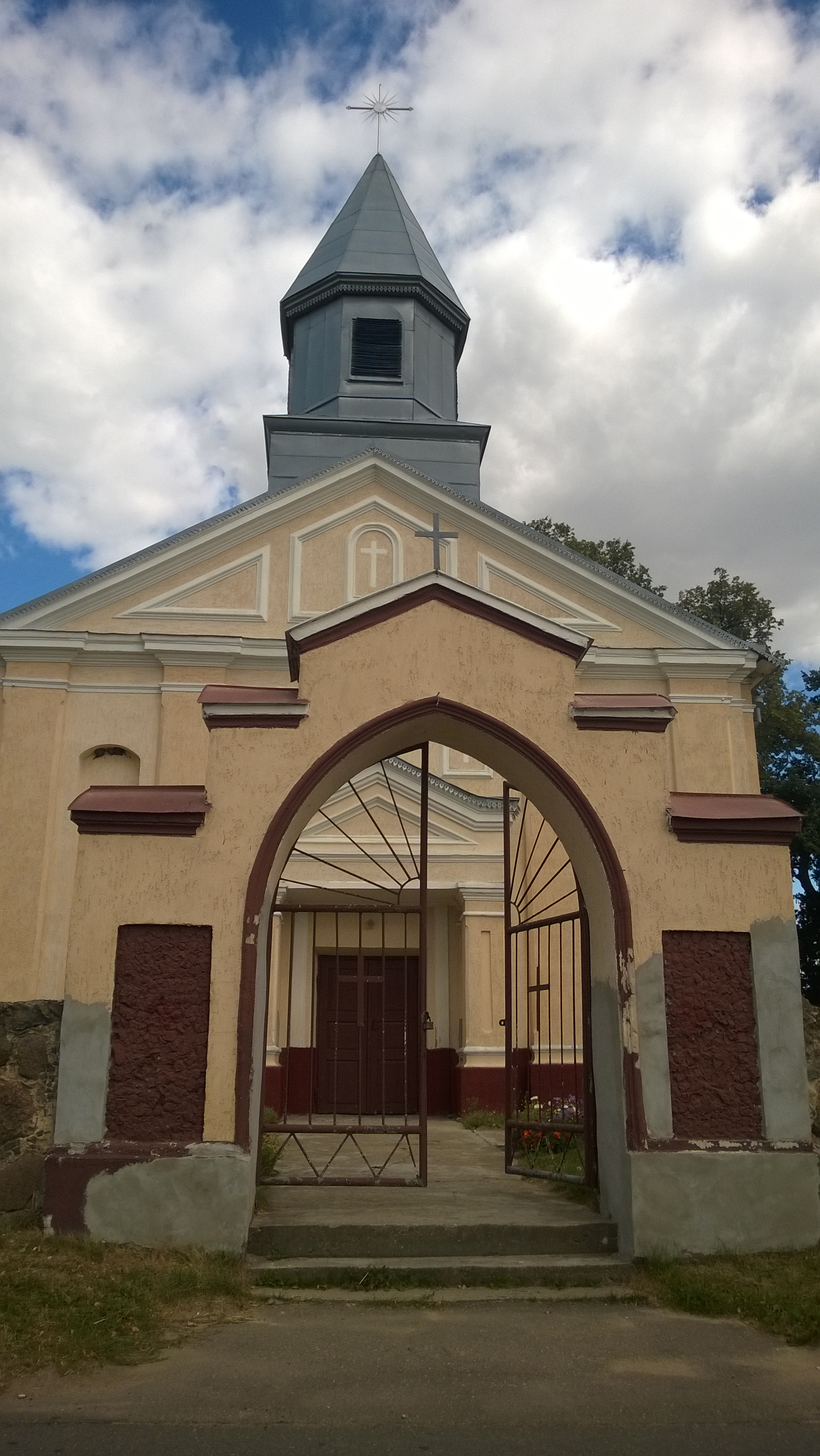
Костёл Святой Троицы
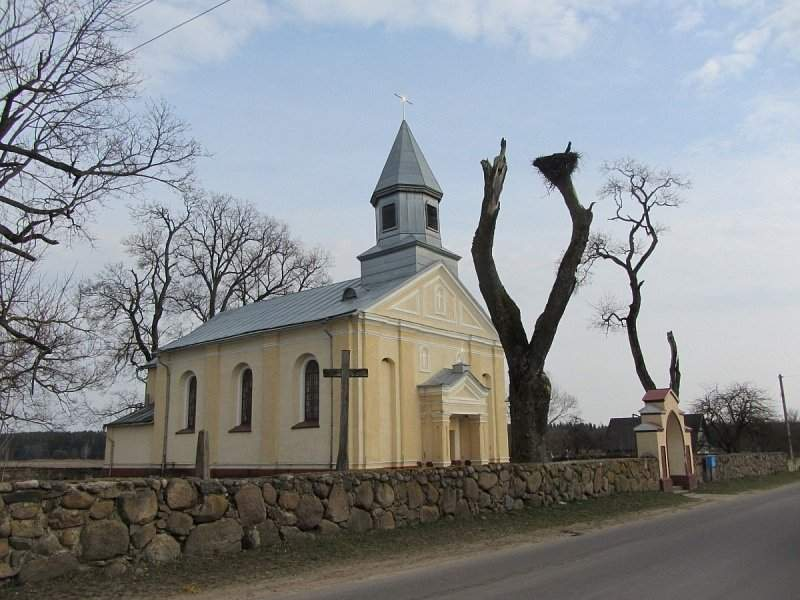
Костёл Святой Троицы
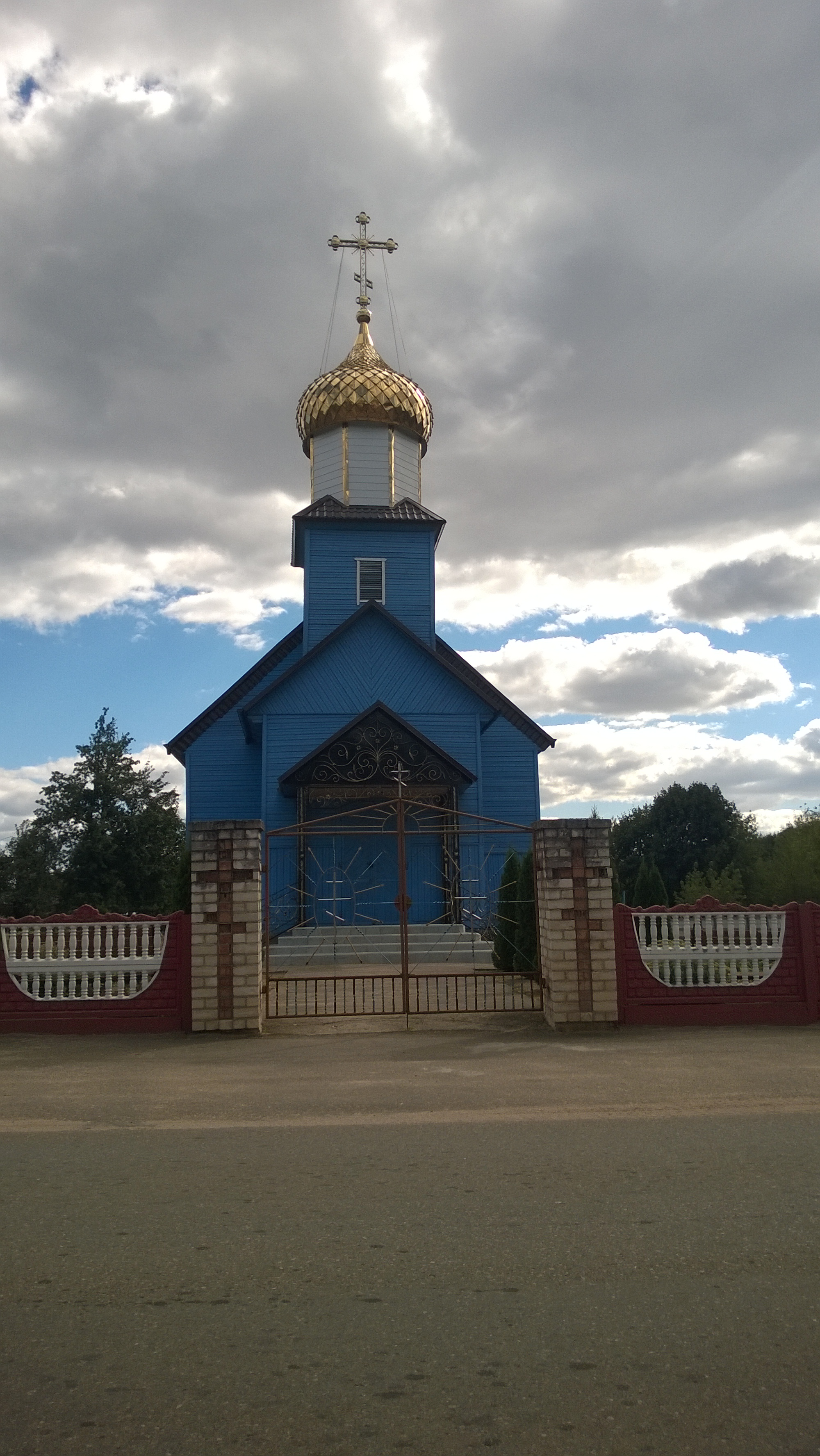
Иоанно-Богословская церковь

## Известные лица
- Казимир Доминикович Альхимович (1840—1916) — художник.
- Гиацинт Альхимович (1841—1897) — художник.